# Enric Giralt i Paulí
Enric Giralt i Paulí   (Badalona, 6 de juny de 1945 - Badalona, 9 de maig de 2012) va ser un periodista català, que destacà com a corresponsal de premsa local durant la Transició i com a part dels serveis d'informatius de Televisió Espanyola a Catalunya.
Fou fundador del setmanari Comarca Exprès, aparegut a les darreries del franquisme. Durant la Transició i els primers anys de la democràcia fou redactor en cap de l'històric setmanari Revista de Badalona. Durant molts anys també va ser membre dels consells editorials del diari El Punt, tant al Barcelonès Nord com a Barcelona. Tanmateix, la seva vida professional va estar lligada sobretot a la delegació a Catalunya de Televisió Espanyola, de la qual va ser el primer corresponsal del Maresme i després redactor, arribant a ser-ne director de Comunicació i de Política.
Compromès social i políticament des de molt jove, estigué vinculat al Partit dels Socialistes de Catalunya. Formà part del grup d'activistes antifranquistes més compromesos. Entre d'altres accions, fou l'encarregat de distribuir notes informatives on s'explicava als ciutadans els negocis foscos del principals dirigents franquistes de Badalona amb càrrecs, especialment a l'administració local, començant per l'alcalde del moment, Felipe Antoja.
Va morir el 9 de maig de 2012 va morir a causa d'una llarga malaltia. En record seu se celebrà una cerimònia laica al tanatori de Badalona. Entre el 21 de novembre de 2019 al 16 de febrer de 2020 el Museu de Badalona va retre homenatge a la seva figura a través d'una exposició de fotografies fetes per Giralt, donada per la seva família al museu.